# Alberto Del Rio
Alberto Del Rio, pseudonimo di José Alberto Rodríguez Chucuan (San Luis Potosí, 25 maggio 1977), è un wrestler ed ex artista marziale misto messicano.
In carriera ha detenuto due volte il WWE Championship, il World Heavyweight Championship e lo United States Championship; nel 2011 è inoltre diventato il primo ed unico wrestler nella storia della federazione a vincere sia la Royal Rumble che il Money in the Bank nel medesimo anno solare.

## Carriera nel wrestling

### Asistencia Asesoría y Administración (2000–2005)
Dopo essere arrivato quarto nel torneo di lotta greco-romana nei Giochi panamericani del 1999, svoltisi in Canada, Alberto Rodríguez entrò nel business di famiglia cioè il wrestling. Nel 2000 firmò un contratto con la federazione messicana della Asistencia Asesoría y Administración dove, allenato dal padre, si inserì in una storyline che lo vedeva nelle vesti di protettore della propria famiglia contro El Texano e Pirata Morgan.

### Consejo Mundial de Lucha Libre (2005–2009)
Nel 2005 passò al Consejo Mundial de Lucha Libre, lottando per la Copa Junior, ma venne eliminato in semifinale da Dr. Wagner Jr. La CMLL ha grandi progetti per lui, infatti vince la Copa Junior nel 2006 e ha numerosi occasioni per i titoli più importanti della federazione. Continua a lottare in Giappone, fondando un team con Lizmark jr., portandolo anche in Messico. Ha poi una faida con Último Guerrero e Kenzo Suzuki. 

Nel 2007 sconfigge Universo 2000 e vince il CMLL World Championship, cosa che gli impedirà di firmare con la World Wrestling Entertainment, che lo voleva nella Royal Rumble 2009 e posto che fu poi preso da Rob Van Dam. La sua esperienza in Messico la chiude come heel.

### Florida Championship Wrestling (2009–2010)
Nell'estate del 2009 firmò un contratto quinquennale con la World Wrestling Entertainment, che lo inviò subito nel territorio di sviluppo della Florida Championship Wrestling; fece il suo esordio durante il Tampa Show del 9 giugno 2009, perdendo contro Kris Logan. Successivamente cambiò il proprio ring name in Alberto Banderas e formò poi un'alleanza con Espiral e i due battono Eric Escobar e Michael Tarver. Dopo essersi separato da Espiral, inizia una faida con i Dudebusters e batte sia Caylen Croft che Trent Baretta. La faida si conclude quando Banderas, Husky Harris, Bo Rotundo e Brett DiBiase battono in un match di coppia a 8 uomini i Dudebusters, Heath Slater e Curt Hawkins. In seguito batte anche Johnny Curtis e Donny Marlow ma perde contro Michael Tarver e contro Eli Cottonwood. Nel suo ultimo match in FCW, il 1º aprile 2010, batte Rudy Parker, chiudendo positivamente la sua esperienza nella federazione di Tampa.

### World Wrestling Entertainment (2010–2014)

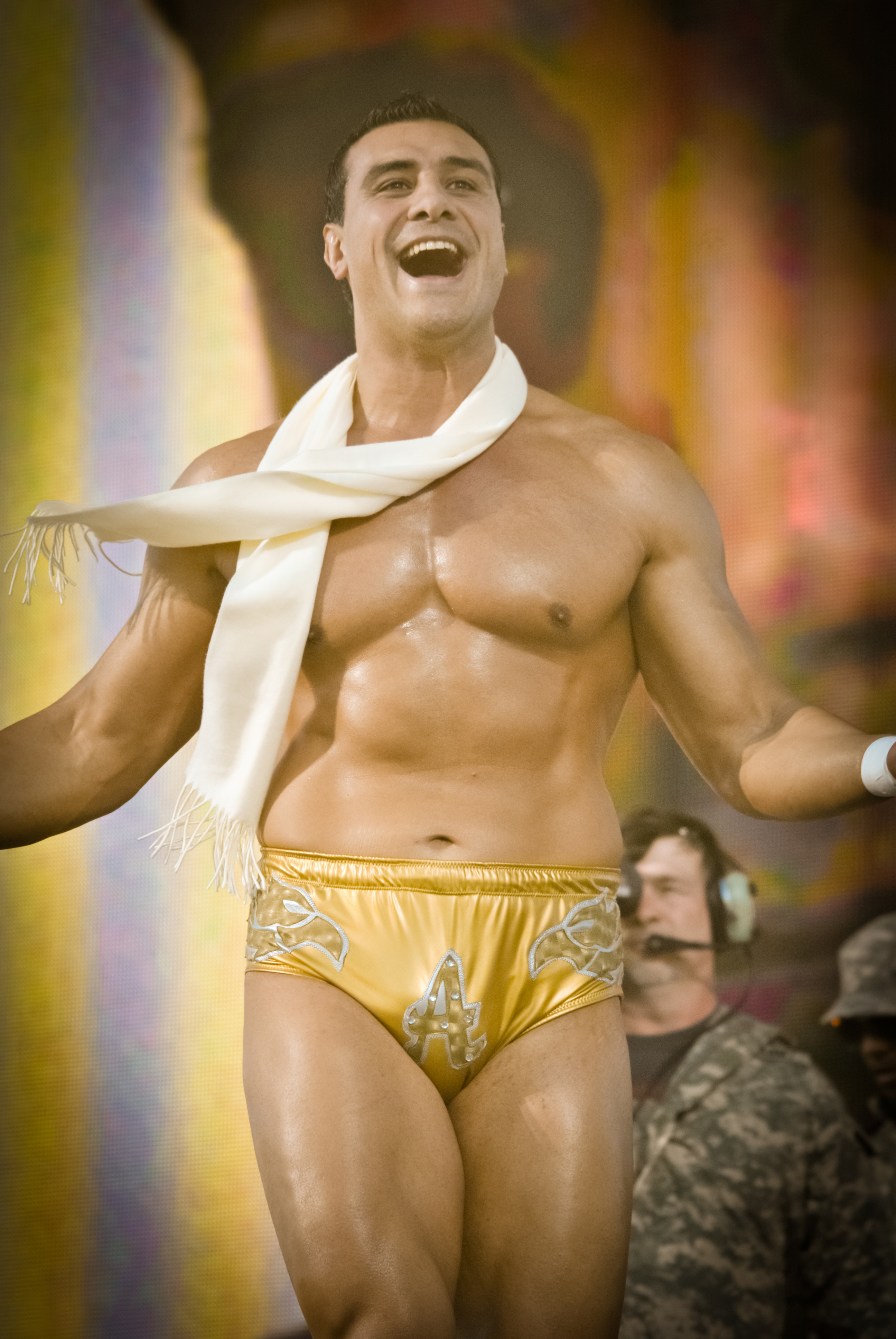
Alberto Del Rio nel 2010

Nell'estate del 2010 combatté in vari dark match in WWE prima di debuttare a SmackDown come Alberto Del Rio, presentandosi con la gimmick di uno spocchioso ereditiero messicano. Il 20 agosto, nel suo incontro di debutto, sconfisse Rey Mysterio per sottomissione, infortunandolo al braccio sinistro con la sua Cross armbreaker (kayfabe); in seguito a questo episodio i due iniziano una breve faida. Nel corso della puntata di Raw del 18 ottobre seguente, Del Rio fece parte del Team SmackDown in una 30-man Battle Royal contro il Team Raw che fu vinta proprio dalla sua squadra (gli altri partecipanti erano Big Show, Chavo Guerrero, Chris Masters, Cody Rhodes, Drew McIntyre, Edge, Jack Swagger, JTG, Kaval, Kofi Kingston, Luke Gallows, Montel Vontavious Porter, Rey Mysterio e Santino Marella). Il 21 novembre, a Survivor Series, il Team Del Rio (Alberto Del Rio, Cody Rhodes, Drew McIntyre, Jack Swagger e Tyler Reks) venne sconfitto dal Team Mysterio (Rey Mysterio, Big Show, Chris Masters, Kofi Kingston e Montel Vontavious Porter). A Tables, Ladders & Chairs partecipò al Fatal 4-Way match valido per il World Heavyweight Championship di Kane, che però viene vinto da Edge (l'altro contendente era Rey Mysterio).
Il 30 gennaio 2011 partecipò al 40-man Royal Rumble match dell'omonimo pay-per-view: entrato con il numero 38, il messicano vinse la rissa reale eliminando per ultimo Santino Marella. Il giorno dopo, a Raw, annunciò che a WrestleMania 27 sarebbe andato all'assalto del World Heavyweight Championship di Edge, ma fu sconfitto nell'opener del pay-per-view in seguito alla Spear. L'11 aprile Edge fu però costretto a ritirarsi momentaneamente dal wrestling lottato a causa di gravi problemi al collo ed il World Heavyweight Championship venne quindi reso vacante. Nella puntata di SmackDown del 15 aprile il General Manager dello show blu, Theodore Long, annunciò una 20-man Battle Royal il cui vincitore avrebbe sfidato Del Rio ad Extreme Rules in un match per il titolo; la contesa fu vinta da Christian, che sconfisse Del Rio in un Ladder match, conquistando il titolo.
Il 25 aprile 2011 Del Rio passò nel roster di Raw per effetto della draft-lottery. Il 9 maggio partecipa ad un Triple Threat match valido per il ruolo di primo sfidante al WWE Championship di John Cena, che però viene vinto da The Miz (l'altro contendente era Rey Mysterio). La settimana dopo affronta Rey Mysterio, con il quale aveva già avuto una rivalità a SmackDown, perdendo per squalifica in seguito all'interferenza del suo manager Ricardo Rodríguez. Nella puntata di Raw del 23 maggio Rodríguez, con la Ferrari di Del Rio, investe Big Show  infortunandolo alla gamba destra (kayfabe). Il 19 giugno, a Capitol Punishment, Del Rio sconfigge Big Show per KO tecnico.
Il 17 luglio, a Money in the Bank, Alberto Del Rio partecipa all'omonimo match valido per un'opportunità titolata al WWE Championship insieme ad Alex Riley, Evan Bourne, Jack Swagger, Kofi Kingston, The Miz, Rey Mysterio e R-Truth. Del Rio riesce a vincere l'incontro e la sera stessa Vince McMahon gli ordina di incassare la valigetta contro CM Punk, ma il campione riesce a scappare dall'arena e a portare con sé il titolo. Il giorno dopo, a Raw, Del Rio partecipa ad un torneo indetto per determinare il nuovo WWE Champion in seguito all'abbandono di Punk (kayfabe), ma viene eliminato al primo turno da Kofi Kingston. Il 14 agosto, a SummerSlam, incassa la valigetta del Money in the Bank ai danni di CM Punk dopo l'improvvisa interferenza di Kevin Nash, vincendo così il suo primo titolo in WWE. Il giorno dopo, a Raw, difende con successo il titolo contro Rey Mysterio. Nella puntata di SmackDown del 19 agosto batte Daniel Bryan in un match non titolato. Il 22 agosto sconfigge John Morrison e al termine della serata attacca John Cena, il primo sfidante al WWE Championship.
Il 18 settembre, a Night of Champions, perde il titolo contro Cena e la sera dopo, a Raw, sconfigge in pochi minuti John Morrison e chiede un rematch per il WWE Championship a Hell in a Cell in un Triple Threat Hell in a Cell match contro John Cena e CM Punk. Nella puntata di Raw del 26 settembre viene sconfitto da Punk. Il 2 ottobre, a Hell in a Cell, sconfigge CM Punk e John Cena conquistando per la seconda volta il WWE Championship. Nella puntata di Raw post-PPV Del Rio combatte nel main event in un match di coppia a 12 uomini, in squadra con Dolph Ziggler, Jack Swagger, David Otunga, Cody Rhodes e Christian perdendo contro John Cena, CM Punk, Sheamus, gli Air Boom e Mason Ryan. A fine puntata forma un'alleanza con i primi per la causa legale contro Triple H, sfiduciando il COO. A SmackDown del 7 ottobre sconfigge Blue Sin Cara.
Nella puntata di SmackDown del 14 ottobre affronta Sheamus, perdendo il match per squalifica per l'intervento di Christian.
Nella puntata di Raw del 17 ottobre perde nel main event, in coppia con Michael Cole, contro John Cena e Jim Ross. Nella puntata di SmackDown del 21 ottobre, che si svolge sempre a Città del Messico, Alberto Del Rio è tifatissimo dal pubblico. Nel main event però perde contro Big Show.
A Vengeance sconfigge John Cena in un Last Man Standing match per il WWE Championship grazie all'intervento di R-Truth e The Miz. Nella puntata di Raw post-PPV tiene un discorso sul suo glorioso momento ma viene interrotto da CM Punk che gli comunica di essere intenzionato a riprendersi il titolo WWE visto che, dopo SummerSlam, non ha ancora ha avuto una rivincita uno-contro-uno. Prima che i due si mettano le mani addosso arriva il GM di Raw, John Laurinaitis che comunica ufficialmente che i due si affronteranno alle Survivor Series per il WWE Championship. Nelle due settimane successive, batte prima Kofi Kingston e poi vince un match di coppia insieme a Mark Henry contro Big Show e CM Punk. Alle Survivor Series viene sconfitto da CM Punk e perde il titolo. Nell'edizione di Raw successiva, batte Zack Ryder con la Cross Armbreaker. La settimana seguente, affronta Punk nel rematch per il titolo WWE, ma perde. Dopo aver sconfitto Daniel Bryan, Del Rio partecipa al Tribute to the Troops 2011 dove insieme a Mark Henry e The Miz, perde contro il trio Face formato da Big Show, John Cena e CM Punk. Nella puntata di Raw del 12 dicembre, insieme a Miz, batte Punk e Randy Orton. Al pay-per-view WWE TLC perde ancora una volta contro il campione CM Punk e The Miz. Nell'edizione di Raw successiva, insieme a Dolph Ziggler e The Miz perde contro CM Punk, Zack Ryder e Daniel Bryan. In seguito, viene reso noto che Del Rio si è infortunato all'inguine e dovrà stare fuori dalle scene per circa tre mesi.
Al pay-per-view Elimination Chamber Del Rio fa il suo ritorno dopo due mesi di assenza per infortunio. Nella serata si tiene un siparietto sul ring nel quale il messicano, Mark Henry e Christian chiedono la nomina di Laurinaitis come General Manager di Raw e SmackDown. Molte fonti davano che l'atleta messicano tornasse in tempo per WrestleMania XXVIII per essere uno dei membri del team di John Laurinaitis, ma non è stato così. Torna durante la puntata di Raw del 2 aprile, dove interrompe il World Heavyweight Champion Sheamus, dicendogli che si sfideranno a SmackDown e che se vincerà guadagnerà una titleshot. Quando però il microfono di Del Rio smette di funzionare e questi si gira per cambiarlo, il campione ne approfitta per colpire il messicano con un Brogue Kick. Il 6 aprile, a SmackDown, sconfigge Sheamus per squalifica grazie al trucco della sedia di Eddie Guerrero, guadagnandosi così la titleshot per il titolo dell'irlandese. Nella puntata di SmackDown del 20 aprile sconfigge Big Show grazie all'interferenza di Cody Rhodes. La stessa sera, viene annunciato che Del Rio passa dal roster di Raw a quello di SmackDown. Durante SmackDown del 4 maggio interviene nel match tra Sheamus e Daniel Bryan, facendo vincere l'irlandese per squalifica. Cerca di intervenire anche nel rematch durante la stessa serata ancora tra Bryan e Sheamus, ma viene fermato in tempo dal quest'ultimo, che lo mette in fuga. Nella stessa sera, direttamente da Eve Torres, viene ufficializzato l'incontro per Over the Limit fra il messicano e Sheamus valido per il World Heavyweight Championship. Nella puntata di Raw del 7 maggio l'incontro per il titolo a Over the Limit viene trasformato in un Fatal 4-Way match, includendo anche Randy Orton e Chris Jericho. A Over the Limit non riesce a conquistare la cintura poiché Sheamus schiena Jericho, mantenendo così il titolo.
Nella puntata di SmackDown del 25 maggio sconfigge Kane e Randy Orton diventando così Number 1 Contender per il World Heavyweight Championship di Sheamus. Dopo il match, viene messo KO dal campione.
A metà giugno Del Rio, come annunciato da WWE.com, riporta una commozione cerebrale durante la puntata di SmackDown dell'8 giugno e sembra che starà fermo a tempo indeterminato, rimanendo dunque assente al pay-per-view No Way Out. A sorpresa, però, ritorna nella puntata di Raw del 18 giugno, sconfiggendo facilmente Santino Marella, il quale a No Way Out aveva sconfitto il ring announcer personale di Del Rio, Ricardo Rodriguez. Nella puntata di Raw del 25 giugno la GM a interim Vickie Guerrero decreta un match tra Alberto e Dolph Ziggler: il vincitore sfiderà Sheamus per il World Heavyweight Championship; durante il match, però, appare in arena proprio il wrestler irlandese, che comunica ai due che nella prossima puntata di SmackDown ci sarà un Triple Threat Match valevole per il titolo e che vedrà coinvolti loro tre. Il 29 giugno, a SmackDown, viene sconfitto nel Triple Threat Match pur non essendo stato schienato, dopo che Sheamus realizza il conteggio di tre su Ziggler. Nella puntata di Raw del 2 luglio gli viene annunciato da parte del General Manager Teddy Long che al successivo pay-per-view Money in the Bank affronterà nuovamente Sheamus per il World Heavyweight Championship. A Money in the Bank viene sconfitto dal rivale Sheamus, non riuscendo così a vincere il World Heavyweight Championship.
Nella puntata di Raw del 16 luglio vince facilmente contro Zack Ryder e a fine match assale ancora il suo avversario, ma qui interviene clamorosamente Rey Mysterio che rientra dopo molti mesi di infortunio e lo fa eseguendo una 619 proprio ai danni di Del Rio. Nella puntata di SmackDown del 27 luglio vince un Fatal 4-Way Match valido per lo status di sfidante per il World Heavyweight Championship sconfiggendo Rey Mysterio, Daniel Bryan e Kane, grazie all'intervento di Ricardo Rodriguez. A SummerSlam, tuttavia, viene sconfitto ancora una volta da Sheamus. Nella puntata di SmackDown successiva al PPV vince contro Randy Orton, ottenendo l'ennesima title shot per il World Heavyweight Championship. Nella puntata di Raw del 10 settembre riesce a far proibire l'uso del Brogue Kick a Sheamus da parte della WWE, anche con il prezioso aiuto del suo rappresentante legale David Otunga. A Night of Champions, però, all'ultimo momento Booker T decide di rendere nuovamente legale la mossa, e Del Rio viene nuovamente sconfitto da Sheamus, non riuscendo ancora una volta a conquistare il titolo mondiale.
Alberto Del Rio, nell'ottobre 2012, inizia un'accesa rivalità con Randy Orton. Dopo aver perso a Hell in a Cell contro quest'ultimo, a SmackDown del 2 novembre ha un violento scontro con lui nel backstage; viene quindi ufficializzato un Falls Count Anywhere match tra i due, che si terrà il 6 novembre a Super SmackDown. Il 5 novembre a Raw viene sconfitto con un roll-up da Kofi Kingston poiché viene distratto dalla musica d'entrata di Orton che parte nel momento clou del match. Dopo l'incontro subisce anche una RKO dall'Apex Predator, che appare alle sue spalle. A Super SmackDown viene sconfitto da Orton dopo un combattuto match. A Survivor Series, prende parte e vince al tradizionale incontro 5 contro 5 tra il Team Ziggler e il Team Foley, come parte del primo. A Raw, la sera seguente, perde contro Orton un 2 out of 3 falls match.
A TLC effettua un turn face e batte, insieme a The Miz e Brooklyn Brawler, i 3MB (Heath Slater, Jinder Mahal e Drew McIntyre). La sera dopo, sconfigge ancora i 3MB insieme a Miz e Tommy Dreamer. Nella puntata speciale di Raw del 24 dicembre affronta John Cena in uno Street Fight Match venendo sconfitto. Il 28 dicembre, a SmackDown, affronta Big Show in un match valevole per il World Heavyweight Championship; Alberto viene sconfitto, ma solo per squalifica, dato che The Giant, nel tentativo di fuggire dal ring, viene attaccato da Sheamus e da altri wrestler. Alla fine il campione viene messo KO dal Running Enzuigiri Kick del messicano e dal Brogue Kick dell'irlandese. Nella puntata di SmackDown registrata l'8 gennaio 2013, Del Rio sconfigge Big Show in un Last Man Standing Match conquistando il World Heavyweight Championship per la prima volta nella sua carriera. Allo SmackDown successivo, Del Rio riesce a trionfare in un 6-man Elimination Tag Team match, in cui era in tag con il Team Hell No contro Big Show e il Team Rhodes Scholars (Cody Rhodes e Damien Sandow). Dopo il match, però, Del Rio viene attaccato dal gigante, che manda KO Del Rio e gli scaraventa il tavolo dei commentatori addosso, come Del Rio aveva fatto in precedenza per vincere il match per il World Heavyweight Championship. Alla Royal Rumble sconfigge Big Show nel Last Man Standing match difendendo con successo il World Heavyweight Championship. Il 1º febbraio, a SmackDown, Del Rio riesce a sconfiggere per sottomissione Dolph Ziggler, per poi correre in soccorso del suo manager, il quale era stato attaccato nel backstage da Big Show. A Raw sconfigge Cody Rhodes. A SmackDown, attacca Big Show nel parcheggio, per poi metterlo definitivamente K.O. nell'albergo del gigante. Il General Manager Booker T, allora, sospende Del Rio e il suo manager per 7 giorni (kayfabe). Del Rio ritorna a WWE Main Event sconfiggendo ancora Dolph Ziggler. Ad Elimination Chamber sconfigge Big Show mantenendo il titolo. A Raw, sconfigge per la terza volta Dolph Ziggler dopo un altro gran bel match, e grazie a Ricardo Rodriguez sventura un possibile incasso dell "Show Off" colpendo proprio quest'ultimo con un enzuigiri. Nel main event di SmackDown del 22 febbraio batte Wade Barrett in un Champion vs. Champion match. Il 1º marzo, a SmackDown, sconfigge Damien Sandow. Il 9 marzo, a Smackdown, sconfigge Dolph Ziggler ancora una volta. Nella puntata di Raw dell'11 marzo, sconfigge lo United States Champion Antonio Cesaro. Il 7 aprile, a WrestleMania 29 riesce a sconfiggere Jack Swagger. Nella puntata di Raw dell'8 aprile, perde la cintura per l'incasso di Dolph Ziggler. A Extreme Rules vince un "I Quit!" match contro Jack Swagger per decretare lo sfidante per il titolo del mondo, detenuto da Ziggler.
Il 16 giugno, a Payback, Del Rio ha ricevuto la sua opportunità titolata e durante il match un doppio turn ha avuto luogo; Del Rio ha turnato heel per aver ripetutamente e brutalmente preso di mira la testa di Dolph dopo la recente commozione cerebrale di quest'ultimo per sconfiggere Ziggler e conquistare il World Heavyweight Championship per la seconda volta. Nella puntata di Raw del 17 giugno, Del Rio ha spiegato di aver preso di mira la testa di Dolph nello stesso modo in cui quest'ultimo ha mirato alla gamba infortunata di Del Rio quando Ziggler ha incassato il suo Money in the Bank contract per vincere il titolo da Del Rio. Nella stessa sera, affronta CM Punk nel main event perdendo per count-out e venendo furiosamente attaccato da Ziggler. Il 21 giugno a SmackDown, Del Rio affronta Jericho, ma Dolph Ziggler interferisce attaccando nuovamente Del Rio, che quindi vince il match per squalifica; Del Rio si dà alla fuga ma, dopo che Jericho ha colpito Dolph con la Codebreaker, torna sul ring e infierisce su Ziggler colpendolo con un calcio alla testa. Nella puntata di Raw del 24 giugno ha luogo il rematch tra Del Rio e Jericho; il match questa volta termina a favore di quest'ultimo, seppur solo per squalifica, quando Rodriguez colpisce Jericho con un secchio. Il 28 giugno a SmackDown, Del Rio celebra la conquista del World Heavyweight Championship con la Fiesta Del Rio, ma viene interrotto da Dolph Ziggler che lo assale, per poi colpire, quando Del Rio si è dato alla fuga, Rodriguez con una chitarra. Nella puntata di Raw del 1º luglio ha luogo un Champion vs. Champion match contro il WWE Champion John Cena, ma a causa di una distrazione di Ziggler, Del Rio viene sconfitto. Nella puntata di SmackDown del 5 luglio affronta CM Punk, ma il match termina in no contest. Nella puntata di Raw dell'8 luglio, affronta Sin Cara, ma il match termina con un double countout a causa dell'intervento di Ziggler, con il quale Del Rio ha una rissa fuori ring. Nella puntata di SmackDown del 12 luglio Del Rio è stato aggredito da Ziggler vestito come Sin Cara. Il 14 luglio a Money in the Bank, Del Rio ha sconfitto Ziggler per squalifica per mantenere il World Heavyweight Championship, dopo che la fidanzata di Ziggler AJ Lee ha colpito Del Rio in faccia con il suo Divas Championship. La notte seguente a Raw, Del Rio ha sconfitto Ziggler in una rivincita non titolata dopo una distrazione da AJ. Nella puntata di Raw del 29 luglio, Del Rio rientrò in una faida con Christian dopo aver perso contro di lui in un match non titolato. Quella stessa settimana a SmackDown, dopo che Christian ha vinto un three-way match per diventare il contendente numero uno per il World Heavyweight Championship, Del Rio lo ha attaccato nel corso di una intervista post-match. Nella successiva puntata di Raw, Del Rio ha perso un match non titolato contro Rob Van Dam, dopo che l'interferenza di Ricardo Rodriguez è fallita, che ha portato Del Rio ad attaccare ferocemente Rodriguez al termine del match. Quattro giorni dopo a SmackDown, Del Rio è stato nuovamente sconfitto da Christian in un match non titolato. Il 18 agosto a SummerSlam, Del Rio ha difeso con successo il World Heavyweight Championship contro Christian. Al ritorno di Rodriguez, quest'ultimo si è allineato con Rob Van Dam, accompagnandolo ai match e aiutandolo a sconfiggere Del Rio in un match non titolato per guadagnare una title shot per il World Heavyweight Championship. Nella puntata di SmackDown del 13 settembre, Del Rio ha sconfitto Rodriguez in un match singolo. Due giorni dopo a Night of Champions, il match titolato tra Del Rio e Van termina in una squalifica per Van Dam, dopo che Del Rio si è rifiutato di lasciare la cross armbreaker, conservando di conseguenza il World Heavyweight Championship. Dopo il match Van Dam colpisce Del Rio con la Van Terminator. A WWE Battleground batte RVD dopo uno strepitoso Battleground-Hardcore-Rules Match grazie alla Rio Grande nonostante Ricardo Rodriguez abbia notevolmente aiutato RVD. Nella puntata di Raw del 7 ottobre, Vickie Guerrero annuncia che, ad Hell in a Cell, il messicano difenderà il titolo contro il rientrante John Cena, il quale riuscirà a vincere match e titolo terminando il regno di Del Rio dopo 133 giorni. Del Rio ha ricevuto il suo rematch il 24 novembre a Survivor Series, ma è stato sconfitto di nuovo da Cena.
La notte seguente nella puntata di Raw del 25 novembre, Del Rio ha fatto coppia con il suo ex rivale Randy Orton perdendo contro John Cena e Big Show in un tag team match. Il 2 e 9 dicembre a Raw, Del Rio ha perso contro il rientrante Sin Cara. Del Rio è riuscito a sconfiggere Sin Cara il 6 gennaio 2014 a Raw. Dopo il match, Del Rio ha insultato Batista che da lì a poco avrebbe fatto il suo ritorno in WWE. Nella puntata di Raw del 20 gennaio, dopo che Del Rio ha sconfitto Rey Mysterio, Batista è tornato e ha attaccato Del Rio con la Batista Bomb. Sei giorni più tardi alla Royal Rumble, Del Rio è entrato nel Royal Rumble match con il numero 27, ma è stato eliminato da Batista che ha poi vinto il match. Nella puntata di Raw del 3 febbraio, Del Rio si è confrontato e ha assalito Batista, il quale ha eseguito una Powerbomb sul Del Rio attraverso il tavolo dei commentatori la settimana seguente. Ciò ha portato ad un match tra Del Rio e Batista a Elimination Chamber, in cui Batista ha vinto. La notte seguente a Raw, Del Rio ha sconfitto Batista nel rematch della scorsa notte. A WrestleMania XXX, Alberto Del Rio ha preso parte alla André the Giant memorial battle royal facendo molte eliminazioni per poi essere eliminato da Sheamus.
Nella puntata di Raw del 2 giugno, Del Rio ha sconfitto Dolph Ziggler per qualificarsi al Money in the Bank Ladder match per il vacante WWE World Heavyweight Championship; il quale è stato vinto da John Cena. Nella puntata di SmackDown del 4 luglio, Del Rio ha affrontato Sheamus in un match valevole per lo United States Championship, in cui ha perso. Nella puntata di Raw del 7 luglio, ha sconfitto Dolph Ziggler ottenendo un'altra opportunità per lo United States Championship che ha perso contro Sheamus l'8 luglio a Main Event in un Last Man Standing match. A Battleground, ha partecipato alla battle royal per il vacante Intercontinental Championship, ma è stato eliminato da Dolph Ziggler. Il 5 agosto, ha perso quello che è stato il suo ultimo match, a Main Event contro Jack Swagger. Il 7 agosto 2014, tramite il sito ufficiale della WWE, è stato annunciato il suo rilascio, dovuto a una "condotta non professionale e ad un alterco con un dirigente della compagnia".

### Ritorno in AAA (2014–2015)
Il 17 agosto 2014 Alberto Del Rio è apparso al più importante evento della AAA, TripleMania XXII, con il ring name Alberto El Patrón, accusando in un promo la WWE di razzismo e affermando di esser tornato nel suo paese natale e di volerci rimanere come wrestler in pianta stabile. Il 7 dicembre, all'evento War of Titans, ha conquistato il titolo dei pesi massimi sconfiggendo El Texano Jr.

### Ritorno in WWE (2015–2016)

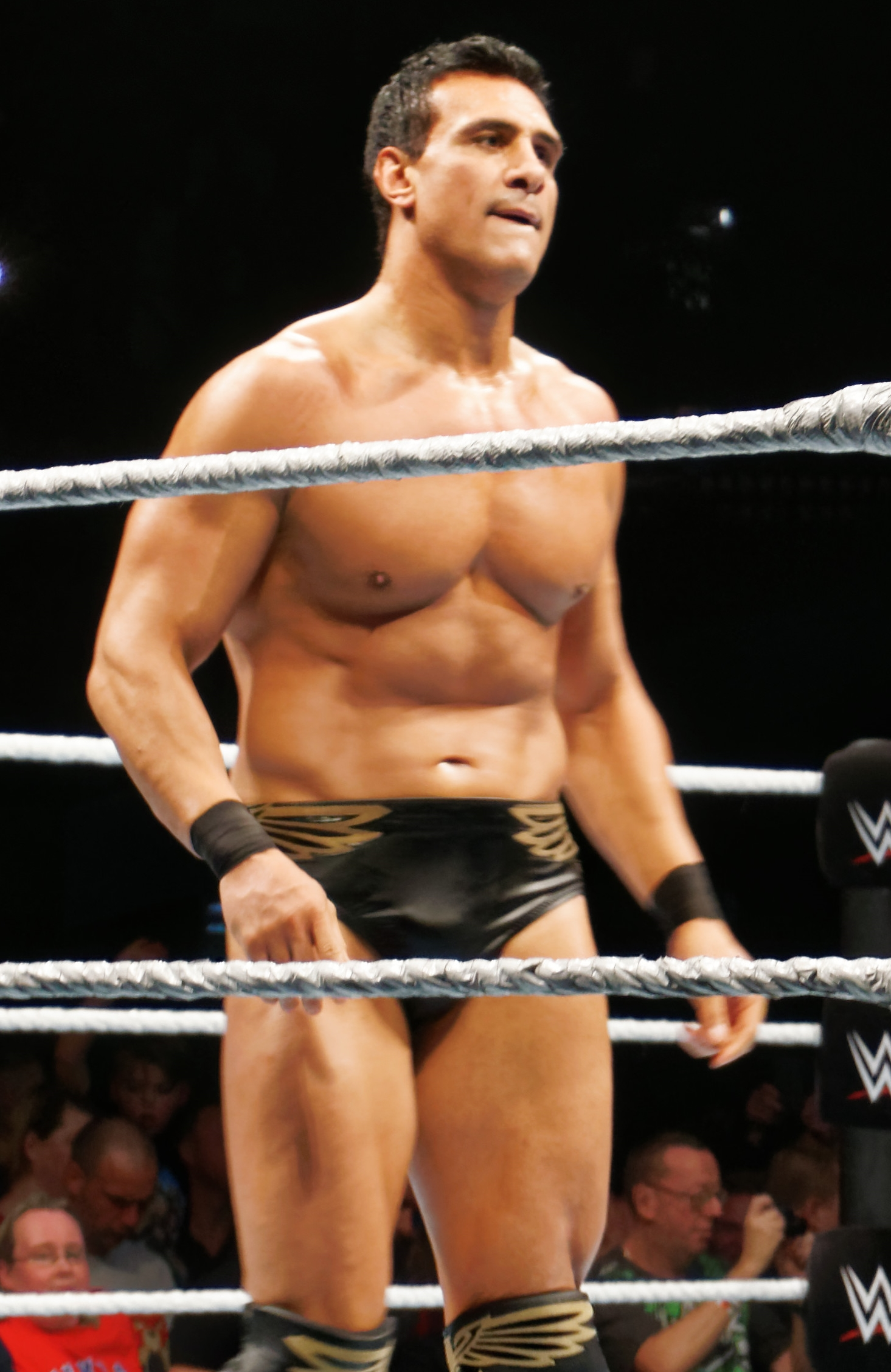
Alberto Del Rio nel 2016

Il 25 ottobre 2015, ad Hell in a Cell, Alberto Del Rio ha fatto il suo ritorno in WWE dopo poco più di un anno, presentandosi con Zeb Colter come manager e rispondendo alla open challenge di John Cena per lo United States Championship; Del Rio ha vinto l'incontro in circa otto minuti e ha conquistato il titolo per la prima volta in carriera. La sera dopo, a Raw, ha rivelato che lui e Colter erano intenzionati a creare la loro nuova nazione, la MexAmerica. Durante il mese di novembre ha preso parte ad un torneo per il WWE World Heavyweight Championship, rimasto vacante in seguito all'infortunio del campione Seth Rollins (legit), eliminando Stardust al primo turno e Kalisto ai quarti di finale. Il 22 novembre, a Survivor Series, è stato però sconfitto in semifinale da Roman Reigns, poi vincitore del torneo, subendo così la prima sconfitta dal suo ritorno in WWE.
Nella puntata di Raw del 30 novembre 2015 Del Rio si è unito alla nuova stable di Sheamus, la League of Nations (insieme a King Barrett e Rusev), terminando così la sua breve alleanza con Zeb Colter. Il 13 dicembre, a Tables, Ladders and Chairs, ha difeso con successo lo United States Championship contro Jack Swagger in un Chairs match. Con il nuovo anno, Del Rio ha iniziato una faida con Kalisto, che lo ha sconfitto in un match non titolato: Del Rio ha perso lo United States Championship contro Kalisto nella puntata di Raw dell'11 gennaio 2016, salvo poi riconquistarlo tre giorni dopo a SmackDown. Il 24 gennaio, alla Royal Rumble, ha perso nuovamente il titolo contro lo stesso Kalisto. Il 21 febbraio, a Fastlane, è stato definitivamente sconfitto da Kalisto in un 2-out-of-3 Falls match. Nella puntata di Raw del 14 marzo Del Rio e Rusev hanno affrontato Big E e Xavier Woods del New Day per il WWE Tag Team Championship, ma sono usciti sconfitti. Il 3 aprile, a WrestleMania 32, la League of Nations ha sconfitto il New Day in un 6-man Tag Team match; tuttavia la sera dopo non è riuscita a vincere i titoli di coppia. Dopo aver cacciato King Barrett dal gruppo, nella puntata di SmackDown del 28 aprile Del Rio e Rusev hanno abbandonato Sheamus durante un match contro Cesaro, Kalisto e Sami Zayn, sancendo così la fine della stable.
Nella puntata di SmackDown del 26 maggio Alberto Del Rio ha sconfitto Zack Ryder in un incontro di qualificazione al Money in the Bank Ladder match dell'omonimo pay-per-view. Il 19 giugno, a Money in the Bank, Del Rio ha partecipato all'incontro insieme a Cesaro, Chris Jericho, Kevin Owens, Sami Zayn e Dean Ambrose ma la valigetta è stata vinta da quest'ultimo. Con la Brand extension del 19 luglio 2016, Del Rio è stato trasferito nel roster di SmackDown. La settimana successiva ha partecipato ad una Battle Royal per determinare uno dei sei sfidanti nel 6-Pack Challenge per il WWE Championship, ma è stato eliminato da Apollo Crews. Del Rio è tornato nella puntata di SmackDown del 9 agosto, dov'è stato sconfitto per squalifica da Randy Orton, venendo in seguito colpito con una RKO. La settimana successiva, a SmackDown, è stato sconfitto da John Cena.
Il 18 agosto 2016 Alberto Del Rio è stato sospeso per trenta giorni in seguito alla sua prima violazione del Wellness Program. Il 9 settembre seguente ha rescisso consensualmente il suo contratto con la WWE.

### Impact Wrestling (2017–2018)
Il 2 marzo 2017 ha esordito ad Impact Wrestling, con il ring name Alberto El Patrón. Al debutto ha vinto il World Championship sconfiggendo il campione Bobby Lashley in modo scorretto e pertanto ha dovuto rendere il titolo vacante la sera successiva. Il 22 aprile ha sconfitto Magnus, conquistando il Global Championship. Il 2 luglio, a Slammiversary XV, ha battuto Bobby Lashley e ha unificato i titoli detenuti da ciascuno, diventando il detentore dell'World Heavyweight Championship. Il 14 agosto la società ha sospeso Alberto El Patrón per due mesi in seguito a presunti episodi di violenza domestica contro la sua fidanzata, Paige, privandolo anche del titolo. Il 5 novembre a Bound for Glory, El Patrón è tornato dalla sospensione.
Il 6 aprile 2018 Alberto El Patrón non si è presentato ad un evento di Impact Wrestling a New Orléans (Louisiana) ed è stato quindi licenziato dalla federazione il giorno seguente.

### Secondo ritorno in AAA (2023–presente)
Il 19 marzo 2023, El Patrón fece la prima apparizione nella AAA in oltre sette anni all'evento Lucha Libre World Cup. Era parte del "Dream Team" che fu sconfitto in semifinale. Il 27 aprile 2024 a Triplemanía XXXII: Monterrey perse contro Nic Nemeth in un match valevole per il vacante AAA Mega Championship. Il 17 agosto 2024 a Triplemanía XXXII: Città del Messico, ottenendo un rematch contro Nemeth, vinse l'incontro e conquistò il titolo per la seconda volta.

## Carriera nelle arti marziali miste
| Risultato | Record | Avversario        | Metodo                                   | Evento                          | Data              | Round | Tempo | Città             |
| --------- | ------ | ----------------- | ---------------------------------------- | ------------------------------- | ----------------- | ----- | ----- | ----------------- |
| Sconfitta | 9–5    | Yamamoto Hanshi   | KO Tecnico (pugni)                       | Cage of Combat 4: Spanish Bombs | 27 febbraio 2010  | 2     | 2:47  | Madrid            |
| Vittoria  | 9–4    | Arthur Bart       | KO Tecnico (calcio alla testa)           | Cage of Combat 3: San Vale Todo | 13 febbraio 2010  | 1     | 3:51  | Torreón           |
| Vittoria  | 8–4    | Toshiyuki Moriya  | Sottomissione (strangolamento da dietro) | Cage of Combat I                | 26 dicembre 2009  | 1     | 3:17  | Veracruz          |
| Vittoria  | 7–4    | Ignacio Laguna    | Sottomissione (strangolamento da dietro) | Berkman MMA Promotions I        | 15 dicembre 2008  | 2     | 2:36  | Città del Messico |
| Vittoria  | 6–4    | Hato Kiyoshi      | Sottomissione (strangolamento da dietro) | MMA Xtreme 17                   | 15 dicembre 2007  | 2     | 2:31  | Honduras          |
| Vittoria  | 5–4    | Joao Tua          | Sottomissione (strangolamento da dietro) | MMA Xtreme 14                   | 13 ottobre 2007   | 1     | 2:41  | Honduras          |
| Vittoria  | 4–4    | George King       | Sottomissione (strangolamento da dietro) | VFX: Vale Tudo Fighters Mexico  | 27 maggio 2007    | 1     | 4:00  | Città del Messico |
| Sconfitta | 3–4    | Kazuhiro Nakamura | Decisione (unanime)                      | Pride 27: Inferno               | 1º febbraio 2004  | 3     | 5:00  | Osaka             |
| Sconfitta | 3–3    | Mirko Filipović   | KO Tecnico (calcio alla testa)           | Pride Bushido 1                 | 5 ottobre 2003    | 1     | 0:46  | Saitama           |
| Vittoria  | 3–2    | Brad Kohler       | Sottomissione (strangolamento da dietro) | Deep: 12th Impact               | 15 settembre 2003 | 1     | 1:25  | Tokyo             |
| Sconfitta | 2–2    | Hiroyuki Ito      | Squalifica (afferrato le corde)          | Deep: 9th Impact                | 5 maggio 2003     | 1     | 3:21  | Tokyo             |
| Vittoria  | 2–1    | Tatsuaki Nakano   | Sottomissione (strangolamento da dietro) | Deep: 6th Impact                | 7 settembre 2002  | 1     | 4:05  | Tokyo             |
| Sconfitta | 1–1    | Kengo Watanabe    | Sottomissione (strangolamento da dietro) | Deep: 4th Impact                | 30 marzo 2002     | 2     | 3:52  | Nagoya            |
| Vittoria  | 1–0    | Kengo Watanabe    | KO Tecnico (proiezione)                  | Deep: 2nd Impact                | 18 agosto 2001    | 1     | 0:50  | Yokohama          |

## Vita privata
Alberto Rodríguez è stato sposato per molti anni con una donna di nome Angela Velkei, dalla quale ha avuto tre figli; la coppia ha divorziato nel giugno del 2015.
Tra il maggio del 2016 e il novembre del 2017 ha avuto una relazione con la collega Saraya-Jade Bevis, meglio conosciuta con il ring name Paige.

## Personaggio

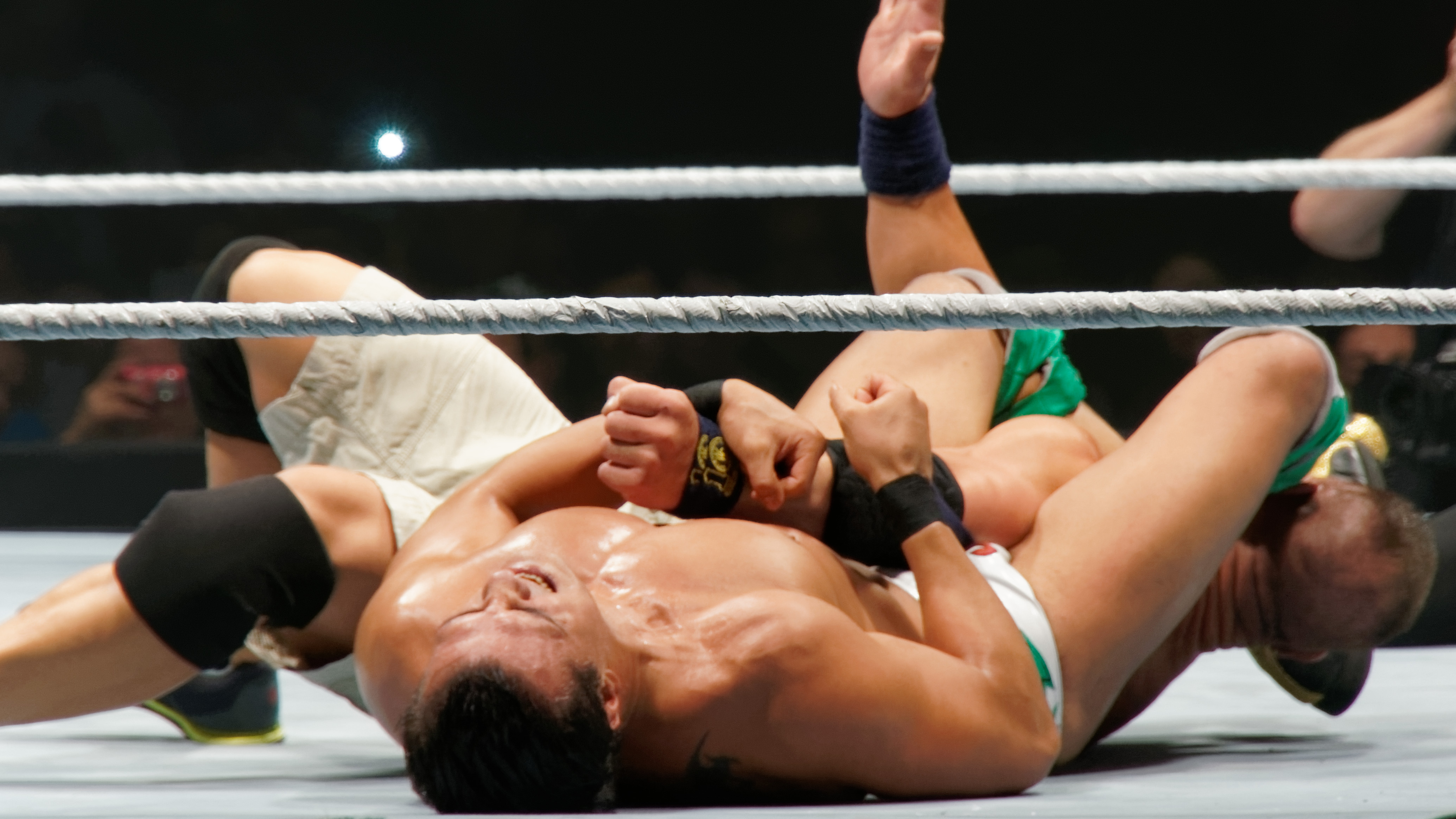
Alberto Del Rio mentre applica la Cross armbreaker su John Cena

### Mosse finali
- Cross armbreaker[48]
- Double foot stomp su un avversario all'angolo
- Military press in un Bridging german suplex

### Soprannomi
- "El Hércules Potosino"
- "El Hijo de Dos Caras"
- "El Presidente"
- "The Essence of Excellence"
- "Hustle Kamen Gold"
- "La Esencia de la Excelencia"
- "The Mexican Aristocrat"
- "Mexico's Greatest Export"
- "Mr. Money in the Bank"
- "The Pride of Mexico"

## Titoli e riconoscimenti
- Big League Wrestling

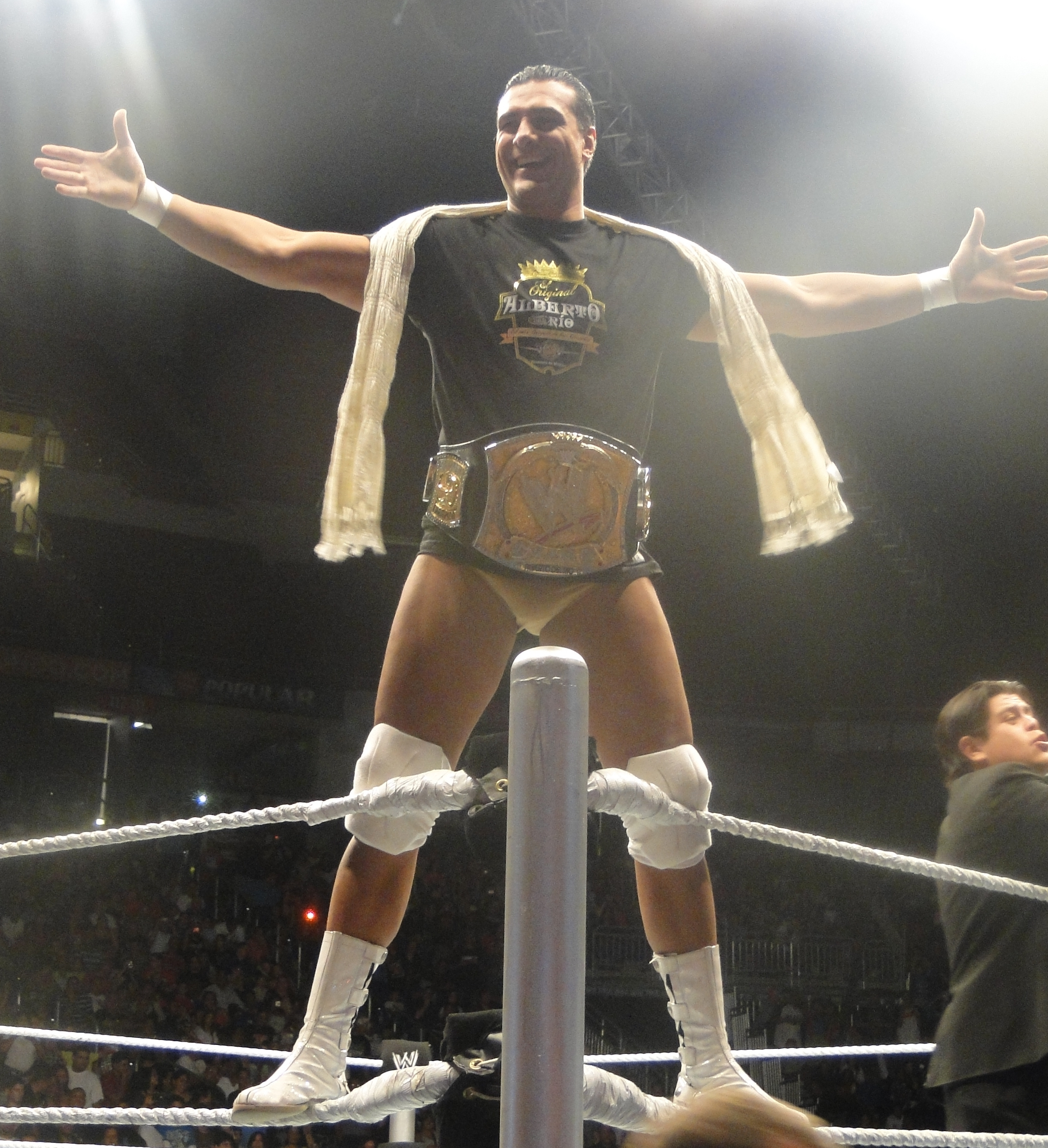
Alberto Del Rio con il WWE Championship, titolo che ha detenuto due volte in carriera

  - BLW World Heavyweight Championship (1)
- Bologna Wrestling Team
  - BTW/WrestlingMegastar Championship (1)
- Consejo Mundial de Lucha Libre
  - Campeonato Mundial de Peso Completo del CMLL (1)
- Global Force Wrestling
  - GFW Global Championship (1)
- Impact Wrestling
  - Impact World Championship (1)
- Lucha Libre AAA Worldwide
  - AAA Mega Championship (2)
- New Generation Championship Wrestling
  - NGCW Heavyweight Championship (1)
- Pro Wrestling Illustrated
  - 5º tra i 500 migliori wrestler singoli nella PWI 500 (2011)

- Qatar Pro Wrestling
  - QPW World Championship (1)

- World Association of Wrestling
  - WAW Undisputed World Heavyweight Championship (1)

- World Wrestling Entertainment
  - World Heavyweight Championship (2)
  - WWE Championship (2)
  - WWE United States Championship (2)
  - Bragging Rights Trophy (2010)
  - Money in the Bank (2011)
  - Royal Rumble (2011)

- World Wrestling League
  - WWL World Heavyweight Championship (1)

- Wrestling Observer Newsletter
  - Best Gimmick (2010)